# Tournecoupe
Tournecoupe (Tornacopa en gascon) est une commune française située dans le nord-est du département du Gers en région Occitanie. Sur le plan historique et culturel, la commune est dans la Lomagne, une ancienne circonscription de la province de Gascogne ayant titre de vicomté, surnommée « Toscane française ».
Exposée à un climat océanique altéré, elle est drainée par l'Arrats, la Baysole, le ruisseau du Gélon et par divers autres petits cours d'eau. La commune possède un patrimoine naturel remarquable composé de trois zones naturelles d'intérêt écologique, faunistique et floristique.
Tournecoupe est une commune rurale qui compte 262 habitants en 2022, après avoir connu un pic de population de 1 065 habitants en 1806.  Ses habitants sont appelés les Tournecoupois ou  Tournecoupoises.
Le patrimoine architectural de la commune comprend un immeuble protégé au titre des monuments historiques : l'église Saint-Pierre, inscrite en 1961.

## Géographie

### Localisation
Tournecoupe est une commune de Gascogne située dans la région naturelle de Lomagne. Le village est construit sur une corniche, sur la rive droite de l'Arrats.
La Lomagne est une région intermédiaire entre les coteaux gascons, où l'altitude peut atteindre 270 m, et la vallée de la Garonne. Elle est constituée de deux vallonnements traversés en tous sens par de multiples petits ruisseaux. Trois cours d'eau plus importants ont creusé leur vallée en direction de la Garonne dont celle de l'Arrats, qui fut de tout temps, une importante voie de communication, d'où, à une époque passée, l'importance d'un village comme Tournecoupe.

### Communes limitrophes
Les communes limitrophes sont  Avezan, Bivès, Estramiac, Gaudonville, Pessoulens et Saint-Léonard.
| Avezan        | Gaudonville |            |
| Saint-Léonard | Tournecoupe | Pessoulens |
| Bivès         | Estramiac   |            |

### Géologie et relief
Tournecoupe se situe en zone de sismicité 1 (sismicité très faible).

### Hydrographie

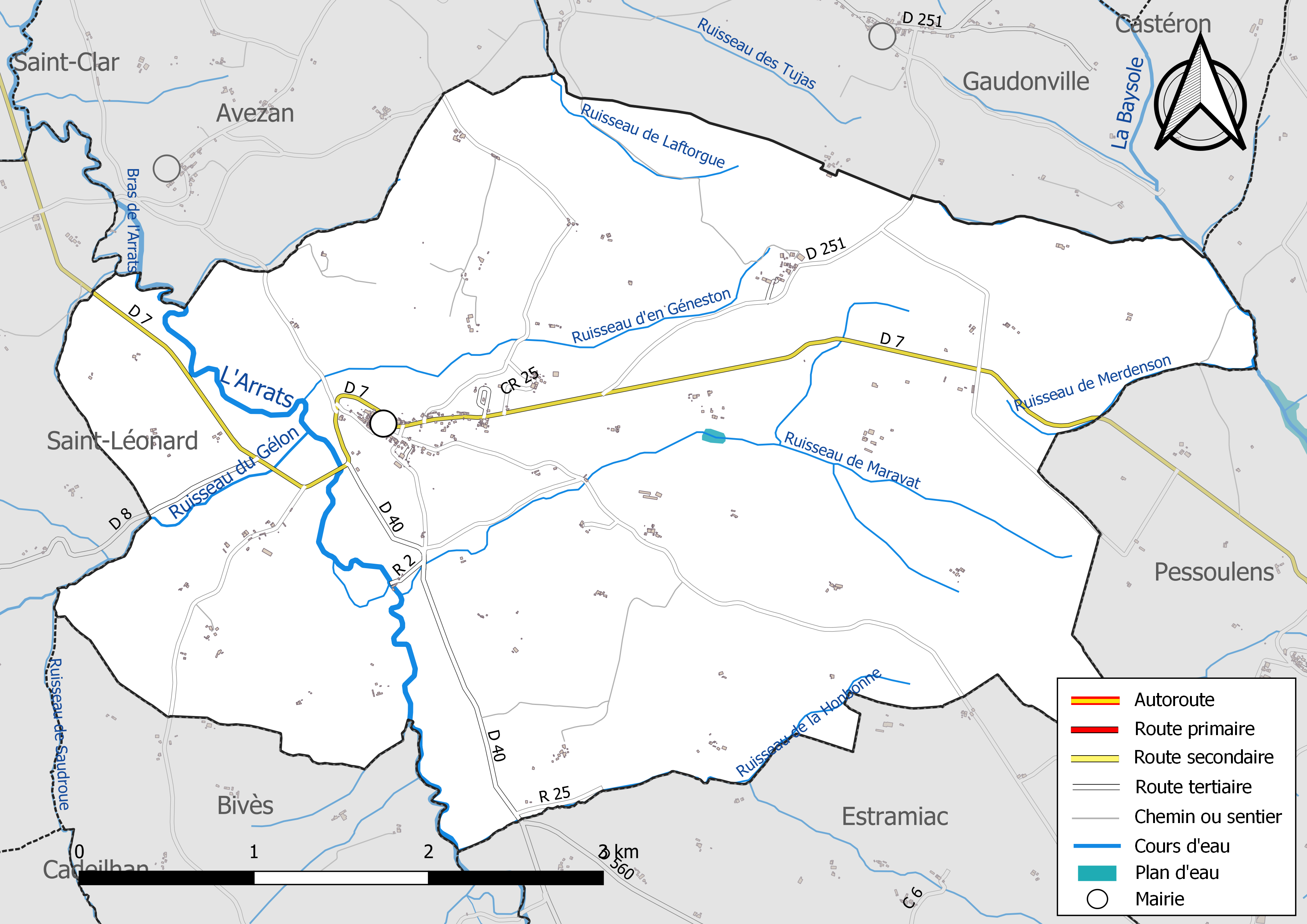
Réseaux hydrographique et routier de Tournecoupe.

La commune est dans le bassin de la Garonne, au sein du bassin hydrographique Adour-Garonne. Elle est drainée par l'Arrats, la Baysole, le ruisseau du Gélon, un bras de l'Arrats, un bras de l'Arrats, le ruisseau de Barrère, le ruisseau de Laftorgue, le ruisseau de la Honbonne, le ruisseau de Maravat, le ruisseau de Merdenson, le ruisseau d'en Géneston et par divers petits cours d'eau, qui constituent un réseau hydrographique de 23 km de longueur totale,.
L'Arrats, d'une longueur totale de 162,1 km, prend sa source dans la commune de Lannemezan et s'écoule vers le nord. Il traverse la commune et se jette dans la Garonne à Saint-Loup, après avoir traversé 66 communes.
La Baysole, d'une longueur totale de 10,2 km, prend sa source dans la commune de Castéron et s'écoule vers le sud-est. Elle traverse la commune et se jette dans la Gimone à Gimat, après avoir traversé 7 communes.

### Climat
Pour des articles plus généraux, voir Climat de l'Occitanie et Climat du Gers.
En 2010, le climat de la commune est de type climat du Bassin du Sud-Ouest, selon une étude s'appuyant sur une série de données couvrant la période 1971-2000. En 2020, Météo-France publie une typologie des climats de la France métropolitaine dans laquelle la commune est exposée à un climat océanique altéré et est dans la région climatique Aquitaine, Gascogne, caractérisée par une pluviométrie abondante au printemps, modérée en automne, un faible ensoleillement au printemps, un été chaud (19,5 °C), des vents faibles, des brouillards fréquents en automne et en hiver et des orages fréquents en été (15 à 20 jours).
Pour la période 1971-2000, la température annuelle moyenne est de 13,1 °C, avec une amplitude thermique annuelle de 15,4 °C. Le cumul annuel moyen de précipitations est de 746 mm, avec 10,3 jours de précipitations en janvier et 6,2 jours en juillet. Pour la période 1991-2020, la température moyenne annuelle observée sur la station météorologique la plus proche, située sur la commune de Mauroux à 5 km à vol d'oiseau, est de 14,0 °C et le cumul annuel moyen de précipitations est de 677,6 mm,. Pour l'avenir, les paramètres climatiques de la commune estimés pour 2050 selon différents scénarios d'émission de gaz à effet de serre sont consultables sur un site dédié publié par Météo-France en novembre 2022.

### Milieux naturels et biodiversité
L’inventaire des zones naturelles d'intérêt écologique, faunistique et floristique (ZNIEFF) a pour objectif de réaliser une couverture des zones les plus intéressantes sur le plan écologique, essentiellement dans la perspective d’améliorer la connaissance du patrimoine naturel national et de fournir aux différents décideurs un outil d’aide à la prise en compte de l’environnement dans l’aménagement du territoire.
Une ZNIEFF de type 1 est recensée sur la commune :
le « vallon de Lavassère et plateau de Mauroux » (639 ha), couvrant 7 communes du département et deux ZNIEFF de type 2, : 
- les « collines de Saint-Léonard à Bivès » (817 ha), couvrant 4 communes du département[15] ;
- le « cours de l'Arrats » (815 ha), couvrant 30 communes dont 22 dans le Gers et huit dans le Tarn-et-Garonne[16].

Carte des ZNIEFF de type 1 et 2 à Tournecoupe.
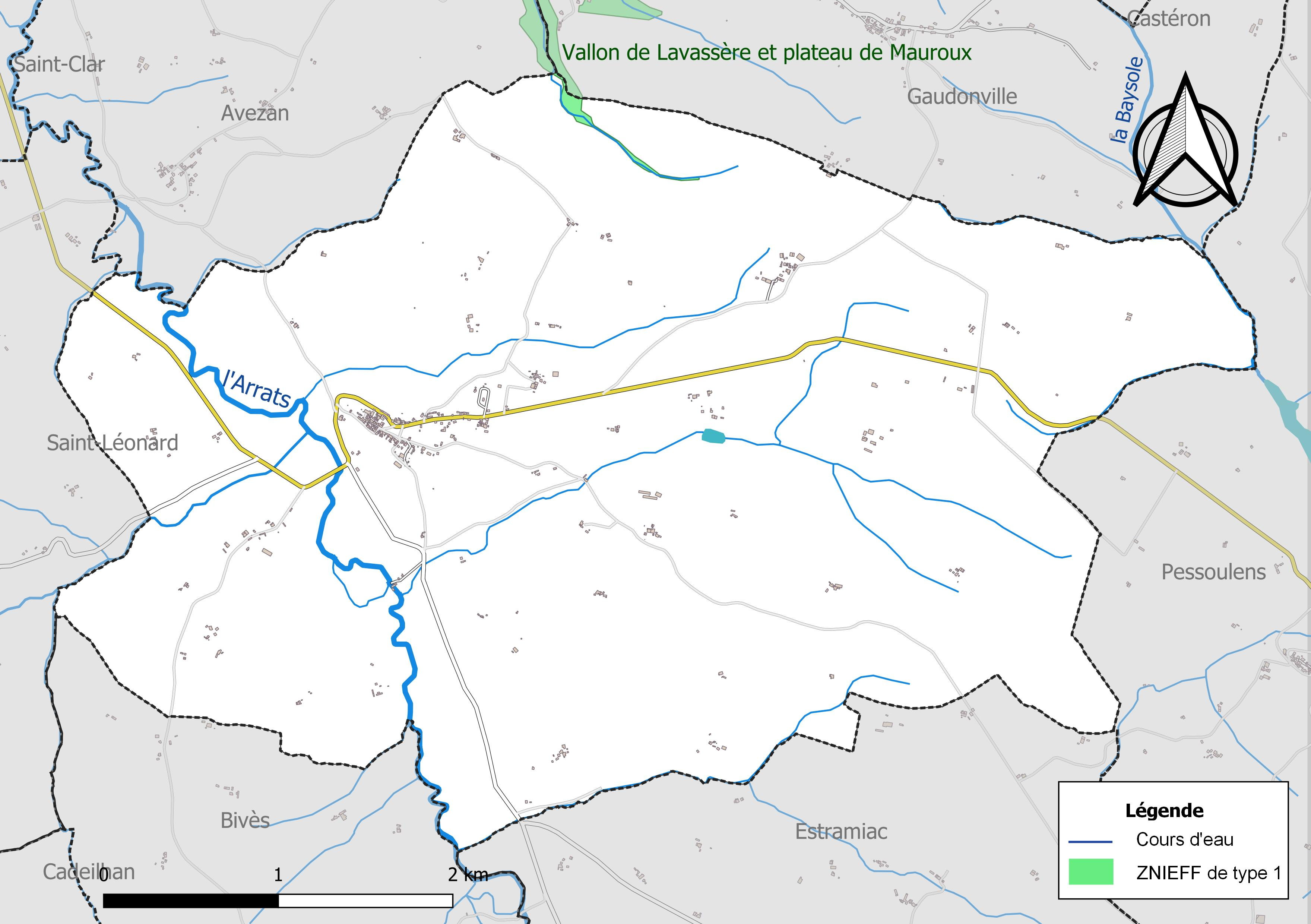
Carte de la ZNIEFF de type 1 sur la commune.
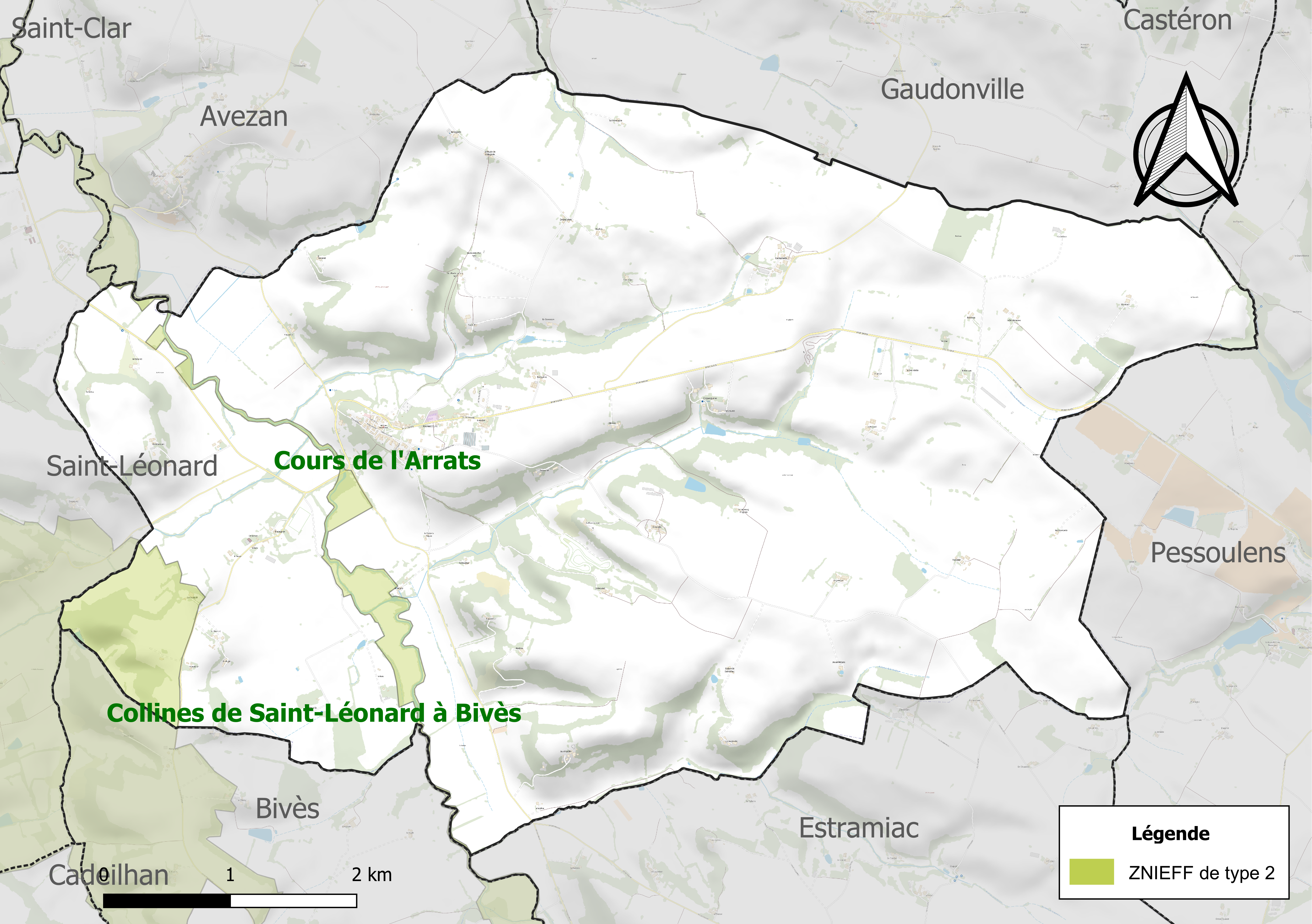
Carte des ZNIEFF de type 2 sur la commune.

## Urbanisme

### Typologie
Au 1er janvier 2024, Tournecoupe est catégorisée commune rurale à habitat très dispersé, selon la nouvelle grille communale de densité à sept niveaux définie par l'Insee en 2022.
Elle est située hors unité urbaine et hors attraction des villes,.

### Occupation des sols
L'occupation des sols de la commune, telle qu'elle ressort de la base de données européenne d’occupation biophysique des sols Corine Land Cover (CLC), est marquée par l'importance des territoires agricoles (97,8 % en 2018), en diminution par rapport à 1990 (99,1 %). La répartition détaillée en 2018 est la suivante : 
terres arables (80,9 %), zones agricoles hétérogènes (16,9 %), zones urbanisées (1,3 %), forêts (0,9 %). L'évolution de l’occupation des sols de la commune et de ses infrastructures peut être observée sur les différentes représentations cartographiques du territoire : la carte de Cassini (XVIIIe siècle), la carte d'état-major (1820-1866) et les cartes ou photos aériennes de l'IGN pour la période actuelle (1950 à aujourd'hui).

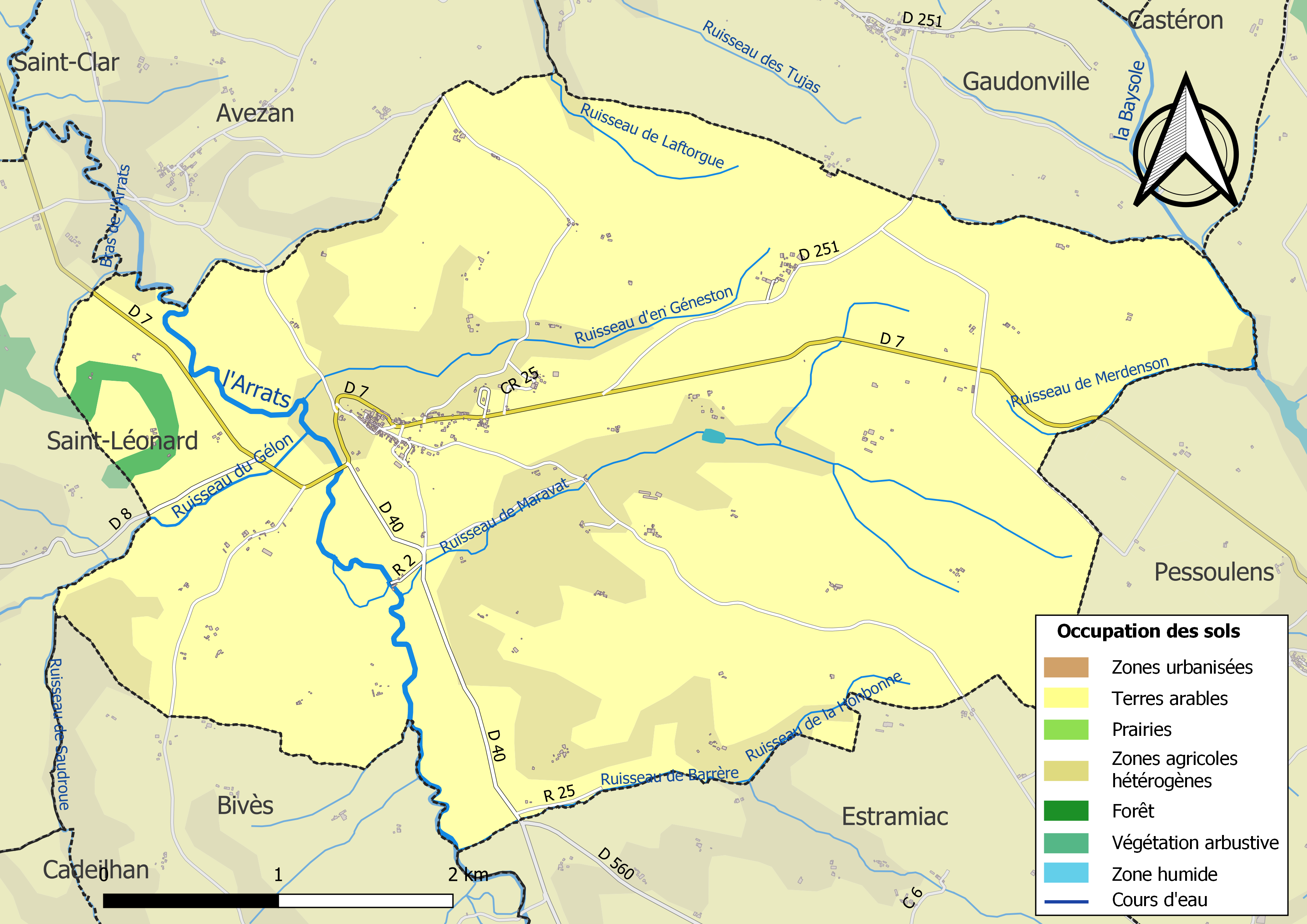
Carte des infrastructures et de l'occupation des sols de la commune en 2018 (CLC).

### Risques majeurs
Le territoire de la commune de Tournecoupe est vulnérable à différents aléas naturels : météorologiques (tempête, orage, neige, grand froid, canicule ou sécheresse), inondations et séisme (sismicité très faible). Un site publié par le BRGM permet d'évaluer simplement et rapidement les risques d'un bien localisé soit par son adresse soit par le numéro de sa parcelle.
Certaines parties du territoire communal sont susceptibles d’être affectées par le risque d’inondation par débordement de cours d'eau, notamment l'Arrats et la Baysole. La cartographie des zones inondables en ex-Midi-Pyrénées réalisée dans le cadre du XIe Contrat de plan État-région, visant à informer les citoyens et les décideurs sur le risque d’inondation, est accessible sur le site de la DREAL Occitanie. La commune a été reconnue en état de catastrophe naturelle au titre des dommages causés par les inondations et coulées de boue survenues en 1995, 1999, 2008, 2009, 2015 et 2018,.

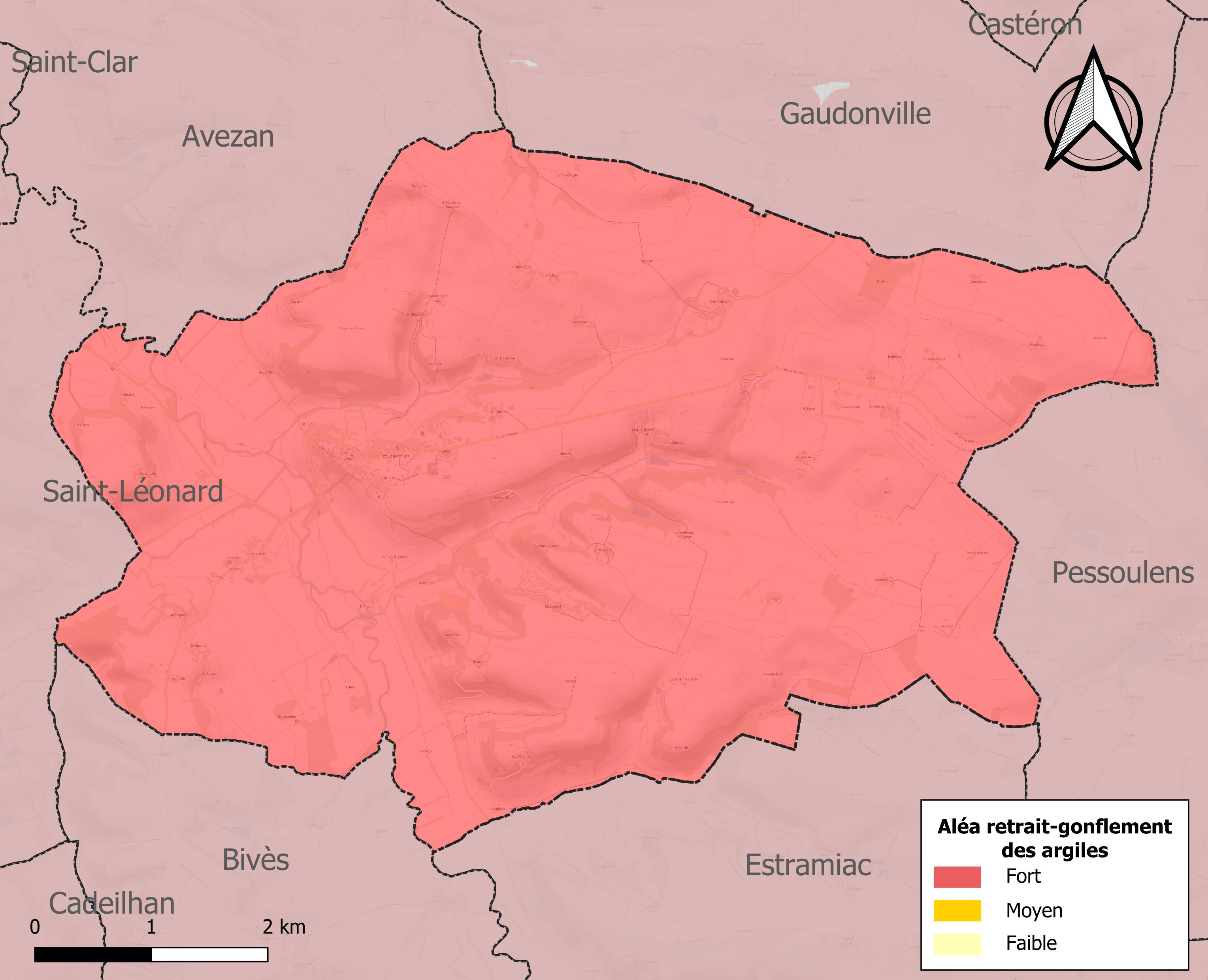
Carte des zones d'aléa retrait-gonflement des sols argileux de Tournecoupe.

Le retrait-gonflement des sols argileux est susceptible d'engendrer des dommages importants aux bâtiments en cas d’alternance de périodes de sécheresse et de pluie. La totalité de la commune est en aléa moyen ou fort (94,5 % au niveau départemental et 48,5 % au niveau national). Sur les 185 bâtiments dénombrés sur la commune en 2019, 185 sont en aléa moyen ou fort, soit 100 %, à comparer aux 93 % au niveau départemental et 54 % au niveau national. Une cartographie de l'exposition du territoire national au retrait gonflement des sols argileux est disponible sur le site du BRGM,.
Par ailleurs, afin de mieux appréhender le risque d’affaissement de terrain, l'inventaire national des cavités souterraines permet de localiser celles situées sur la commune.
Concernant les mouvements de terrains, la commune a été reconnue en état de catastrophe naturelle au titre des dommages causés par la sécheresse en 1989, 1992 et 1998 et par des mouvements de terrain en 1999.

## Histoire
Le village était le siège de la puissante famille d'Estignac.
De l'ensemble castral, il ne subsiste que l'ancienne chapelle devenue l'église paroissiale du village.

## Politique et administration

### Liste des maires
| Période                                  | Période  | Identité       | Étiquette | Qualité     |
| ---------------------------------------- | -------- | -------------- | --------- | ----------- |
| mars 2001                                | 2008     | Jacques Durand |           |             |
| mars 2008                                | 2020     | Gérard Bassau  | DVD       | Agriculteur |
| 2020                                     | En cours | Patrick Bet    |           |             |
| Les données manquantes sont à compléter. |          |                |           |             |

## Population et société

### Démographie
| 1793 | 1800  | 1806  | 1821  | 1831  | 1841  | 1846  | 1851 | 1856 |
| ---- | ----- | ----- | ----- | ----- | ----- | ----- | ---- | ---- |
| 970  | 1 009 | 1 065 | 1 030 | 1 030 | 1 000 | 1 004 | 899  | 901  |

| 1861 | 1866 | 1872 | 1876 | 1881 | 1886 | 1891 | 1896 | 1901 |
| ---- | ---- | ---- | ---- | ---- | ---- | ---- | ---- | ---- |
| 859  | 855  | 785  | 788  | 774  | 727  | 693  | 673  | 663  |

| 1906 | 1911 | 1921 | 1926 | 1931 | 1936 | 1946 | 1954 | 1962 |
| ---- | ---- | ---- | ---- | ---- | ---- | ---- | ---- | ---- |
| 644  | 618  | 548  | 550  | 538  | 537  | 514  | 504  | 469  |

| 1968 | 1975 | 1982 | 1990 | 1999 | 2006 | 2008 | 2013 | 2018 |
| ---- | ---- | ---- | ---- | ---- | ---- | ---- | ---- | ---- |
| 439  | 416  | 349  | 276  | 267  | 279  | 283  | 277  | 260  |

| 2022 | - | - | - | - | - | - | - | - |
| ---- | - | - | - | - | - | - | - | - |
| 262  | - | - | - | - | - | - | - | - |

### Sports
- Rugby (Club RCL cœur de Lomagne)
- Savate et boxe française (TBF Savate)
- Circuit d'autocross

## Économie

### Revenus
En 2018  (données Insee publiées en septembre 2021), la commune compte 120 ménages fiscaux, regroupant 260 personnes. La médiane du revenu disponible par unité de consommation est de 20 280 € (20 820 € dans le département).

### Emploi
|                | 2008  | 2013  | 2018   |
| -------------- | ----- | ----- | ------ |
| Commune        | 9,4 % | 5,9 % | 10,4 % |
| Département    | 6,1 % | 7,5 % | 8,2 %  |
| France entière | 8,3 % | 10 %  | 10 %   |

En 2018, la population âgée de 15 à 64 ans s'élève à 125 personnes, parmi lesquelles on compte 79,2 % d'actifs (68,8 % ayant un emploi et 10,4 % de chômeurs) et 20,8 % d'inactifs,. Depuis 2008, le taux de chômage communal (au sens du recensement) des 15-64 ans est supérieur à celui de la France et du département.
La commune est hors attraction des villes,. Elle compte 52 emplois en 2018, contre 71 en 2013 et 59 en 2008. Le nombre d'actifs ayant un emploi résidant dans la commune est de 88, soit un indicateur de concentration d'emploi de 59,4 % et un taux d'activité parmi les 15 ans ou plus de 47,2 %.
Sur ces 88 actifs de 15 ans ou plus ayant un emploi, 35 travaillent dans la commune, soit 40 % des habitants. Pour se rendre au travail, 79,5 % des habitants utilisent un véhicule personnel ou de fonction à quatre roues, 3,4 % s'y rendent en deux-roues, à vélo ou à pied et 17 % n'ont pas besoin de transport (travail au domicile).

### Activités hors agriculture
27 établissements sont implantés  à Tournecoupe au 31 décembre 2019.
Le secteur du commerce de gros et de détail, des transports, de l'hébergement et de la restauration est prépondérant sur la commune puisqu'il représente 22,2 % du nombre total d'établissements de la commune (6 sur les 27 entreprises implantées  à Tournecoupe), contre 27,7 % au niveau départemental.

### Agriculture
La commune est dans la Lomagne, une petite région agricole occupant le nord-est du département du Gers. En 2020, l'orientation technico-économique de l'agriculture  sur la commune est la culture de céréales et/ou d'oléoprotéagineuses.
|               | 1988  | 2000  | 2010  | 2020  |
| ------------- | ----- | ----- | ----- | ----- |
| Exploitations | 46    | 32    | 22    | 26    |
| SAU (ha)      | 1 560 | 1 863 | 1 763 | 2 267 |

Le nombre d'exploitations agricoles en activité et ayant leur siège dans la commune est passé de 46 lors du recensement agricole de 1988  à 32 en 2000 puis à 22 en 2010 et enfin à 26 en 2020, soit une baisse de 43 % en 32 ans. Le même mouvement est observé à l'échelle du département qui a perdu pendant cette période 51 % de ses exploitations,. La surface agricole utilisée sur la commune a quant à elle augmenté, passant de 1 560 ha en 1988 à 2 267 ha en 2020. Parallèlement la surface agricole utilisée moyenne par exploitation a augmenté, passant de 34 à 87 ha.

## Culture locale et patrimoine

### Lieux et monuments
L'église Saint-Pierre
L'église est l'ancienne chapelle du château aujourd'hui disparu. Elle présente un curieux clocher octogonal à base carrée. À l'intérieur, les plafonds du chœur et de la nef sont habillés de peintures sur bois dues à un peintre italien, Ricci, qui les a exécutées en 1838. Elles sont classées comme Monument historique.
L'église est inscrite à l'inventaire des monuments historiques depuis 1961,.

### Personnalités liées à la commune
- Jean-Joseph Moussaron (1877-1956) : archevêque d'Albi sous l'Occupation, Juste parmi les Nations[35], né à Tournecoupe.
- Paul Sabathé (1864-1937) : agriculteur et poète gascon[36]